# 滿堂紅
《滿堂紅》（英語：Full House Year）為香港亞洲電視製作的古裝賀歲電視劇，在1986年2月3日首播，共20集，由梅小青擔任監製。由曾偉權、蔡倩兒、潘銑怡、楊得時、梅小惠主演。

## 演員表
- 曾偉權 飾 年貴人
- 梅小惠 飾 賀如寶
- 潘銑怡 飾 賀如珠
- 蔡倩兒 飾 柴家鳳
- 楊得時 飾 柴家威
- 凌文海 飾 賀添祿
- 蔡國慶 飾 柴小吉
- 金燕玲 飾 徐娘
- 丁　櫻 飾 勝嫂
- 阮令濤 飾 招財
- 許英秀 飾 曾壽
- 苗金鳳 飾 貞娘
- 李　岡 飾 洪賜官
- 吳廷燁 飾 蒙正
- 李顯明 飾 佘煌發
- 苑麗瓊 飾 梅香
- 陳麗雲 飾 三姑
- 何鳳儀 飾 六婆
- 韓　江 飾 崔大牛
- 江　漢 飾 程祥
- 尹靈光 飾 祝繆
- 陳美頤 飾 祝雲英
- 陳志雄 飾 灶君
- 鄭文霞 飾 佘大嬸
- 司馬華龍 飾 土伯

## 製作

### 選角
演員梅小惠是本劇監製梅小青之妹，她出身於無綫電視的健美小姐競選，但她當時並沒有與無綫簽約，反在亞洲電視拍攝了本劇，也是她的首部主演電視劇。梅小青當時表示她反對妹妹當電視藝員，認為是次拍攝劇集的辛勞會令她知難而退，然而梅小惠從此踏上演藝之路。
其他演員包括曾偉權、蔡倩兒、潘銑怡、李岡、金燕玲、苗金鳳。

### 拍攝
拍攝期間，梅小惠及曾偉權分別曾發生墮馬、戲服起火的意外事故。

## 軼事
曾偉權和梅小惠因本劇相識，此後二人交往十多年。